# 楊定 (後漢)
楊 定（よう てい、生没年不詳）は、中国後漢末期の武将。字は整修。涼州の人。

## 事跡
当初は董卓配下で、董卓暗殺後は王允に従った。しかし、王允の傲慢な態度に怒り、胡軫と共に李傕に寝返って長安を攻め落としている。李傕の下では安西将軍となった。
興平2年（195年）、李傕と郭汜が対立すると、楊定は郭汜側につき、自陣に献帝を迎え入れようと画策した。しかし、先手を打った李傕に献帝を奪われてしまった。その後、張済の調停もあって李傕と郭汜らは和解した。楊定は郭汜・董承・楊奉らと共に献帝を護衛して、洛陽へ向かうことになった。同年7月、後将軍に任命されている。
同年10月、洛陽へ向かう途中の新豊で、郭汜は献帝を独占しようと企んだが、楊定は楊奉と共に郭汜を破り追い出した。さらに華陰まで進むと、その地に駐屯していた段煨は献帝に物資を献上し、自分の本営に招き入れようとした（なお、段煨には献帝を政治利用する意図はなかったという）。しかし、段煨と不仲だった楊定は、これを阻止するため段煨は謀反を企んでいるとして攻撃したが、10日経っても勝負は決しなかった。その後、李傕らは段煨を支援し、郭汜が楊定の進路を遮ってしまったため、楊定は進退窮まって荊州へ逃走した。これ以降史書に記述は見当たらない。
小説『三国志演義』には登場しない。